# Isambard Kingdom Brunel
Isambard Kingdom Brunel (pronunție engleză: [ˈɪzəmˌbɑːd bruːˈnɛl]; n. 9 aprilie 1806, Portsmouth, Regatul Unit al Marii Britanii și Irlandei – d. 15 septembrie 1859, Greater London, Anglia, Regatul Unit al Marii Britanii și Irlandei) a fost un om de știință englez, inginer specializat în inginerie civilă și navală.
Este cunoscut îndeosebi pentru construirea Great Western Railway (calea ferată din vestul Angliei legând Londra de Bristol), care, prin realizarea a numeroase tuneluri și poduri metalice, a revoluționat transporturile publice și ingineria modernă. Brunel a stabilit standarde pentru construcția căilor ferate, efectuând studii topografice atente pentru a reduce la minimum pantele și curbele.
A rămas celebru și prin seria de vapoare proiectate, printre cele mai mari din acea epocă, printre care și prima navă transatlantică având carenă metalică și propulsată de o elice.
În 2002, Brunel a fost plasat pe locul doi în clasamentul 100 Greatest Britons („Cei mai mari 100 de britanici din toate timpurile”) alcătuit de BBC în urma unui sondaj public.

## Biografie
Isambard Kingdom Brunel s-a născut la 9 aprilie 1806 în Portsmouth. Părinții săi erau Sir Marc Isambard Brunel, un inginer francez stabilit în Marea Britanie, și Sophia Kingdom Brunel. Întreaga familie (Brunel a avut și 
două surori mai mari, Sophia și Emma) s-a mutat în 1808 la Londra.
Tatăl său i-a predat încă din copilărie noțiuni de fizică, matematică și desen tehnic. A învățat în familie limba franceză. La vârsta de opt ani micul Brunel a început și studiul geometriei. Tatăl său l-a încurajat să deseneze clădirile londoneze care i se păreau mai interesante și să identifice eventualele erori de proiectare din structura acestora.
Brunel a studiat mai întâi la școala Dr. Morrell din Hove. După ce a împlinit 14 ani, tatăl său l-a trimis în Franța pentru a-și continua studiile: la colegiul din Caen, apoi la liceul Henri-Quatre din Paris.
După întoarcerea în Anglia, Isambard Kingdom Brunel a primit primul său post important, fiind numit, la vârsta de 20 de ani, ca inginer-asistent (inginer-șef fiind chiar tatăl său) la lucrările de construcție ale marelui tunel Thames Tunnel care urma să traverseze Tamisa între Rotherhithe și Wapping.
Deoarece compoziția fundului albiei Tamisei în zona Rotherhithe era dată îndeosebi de sedimente îmbibate cu apă și pietriș, lucrările au avansat într-un ritm lent și au avut loc chiar și accidente de muncă. În 1828, un astfel de accident s-a soldat cu moartea a doi mineri, iar Brunel a fost grav rănit, fiindu-i necesare aproape șase luni pentru recuperare.
Construcția pentru care Brunel a rămas celebru este podul suspendat peste râul Avon, care leagă Clifton de Bristol. Având o lungime de 210 m și o înălțime de 61 m (de la oglinda apei), podul proiectat de Brunel era cel mai lung din lume la data construirii sale.
În 1830 a fost ales ca membru al Royal Society (Fellow of the Royal Society).
La 5 iulie 1836 Isambard Brunel s-a căsătorit cu Mary Elizabeth Horsley (născută în 1813), fiica cea mai mare a compozitorului și organistului  William Horsley. S-au stabilit la Londra (Duke Street, No. 17-18), unde Brunel și-a deschis propriul birou de proiectare (familia sa locuind în apartamentul de la etaj).
Ulterior, fiind impresionat de frumusețea peisajelor din Teignmouth, și-a cumpărat o proprietate la Watcombe în Torquay, Devon. Aici, el a proiectat Brunel Manor și grădinile înconjurătoare, cu gândul ca aceasta să fie casa lui după pensionare; din păcate nu a mai apucat să vadă casa și grădinile terminate, el murind înainte de finalizarea acestora.
Isambard Kingdom Brunel a murit la 15 septembrie 1859, chiar înainte de prima călătorie a transatlanticului Great Eastern, proiectat de el. Deși avea doar 53 de ani, cu 10 zile mai înainte suferise un accident vascular cerebral care i-a fost fatal. A fost îngropat lângă tatăl său, în cimitirul Kensal Green din Londra. A lăsat-o în urmă pe soția sa Mary Elizabeth și pe cei trei copii: Isambard Brunel Junior (1837-1902), Henry Marc Brunel (1842-1903), care avut un oarecare succes ca inginer civil, și Florence Mary Brunel (1847-1876).

## Construcții remarcabile

### Tunelul pe sub Tamisa

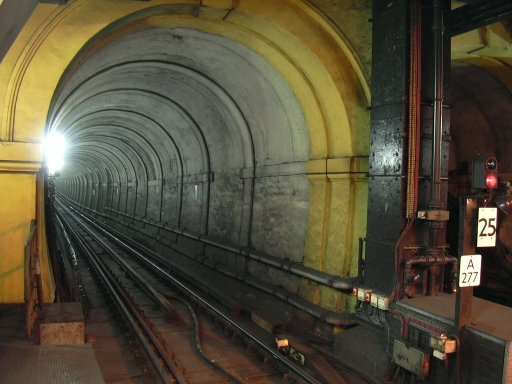
Thames Tunnel, încă funcțional (vedere din stația Wapping, Metroul din Londra, în 2005)

Isambard Kingdom Brunel a debutat ca inginer constructor în 1826 la lucrările marelui tunel de cale ferată Thames Tunnel, care urma să subtraverseze fluviul Tamisa între Rotherhithe și Wapping, având o lungime de aproape 400 m și fiind primul tunel subacvatic construit până atunci. Lucrarea era deosebit de dificilă pentru tehnologia acelelei epoci, datorită îndeosebi friabilității solului, compus mai ales din sedimente îmbibate cu apă. Isambard Kingdom Brunel a lucrat alături de tatăl său, inginerul-șef Marc Isambard Brunel, la proiectarea și realizarea primului scut de săpare a tunelurilor din lume.
Conceput inițial pentru utilizare exclusiv pietonală, tunelul a fost modificat în 1869 pentru a deservi transportul feroviar pe liniile East London Railway, iar în 1933 a fost încorporat în liniile metroului londonez, asigurând circulația între stațiile Rotherhithe și Wapping.
Tunelul de sub Tamisa a fost închis în decembrie 2007, pentru a fi transformat la standardele actuale impuse de London Overground, fiind redeschis la 27 aprilie 2010.

### Poduri celebre

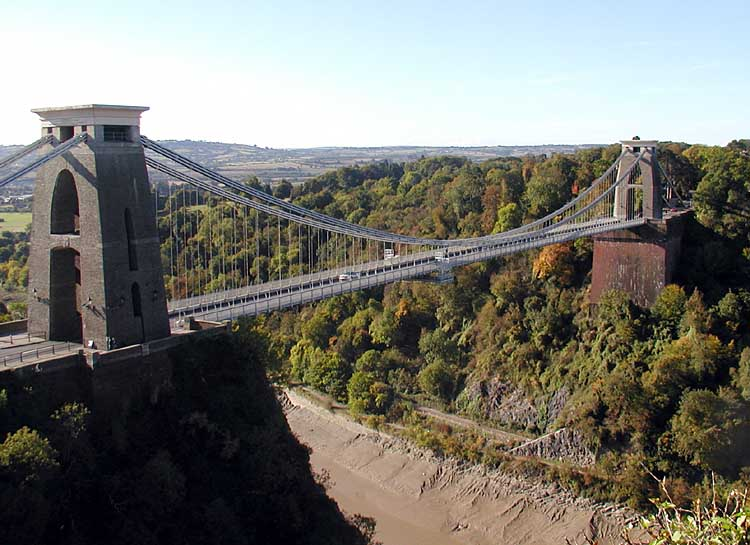
Podul suspendat de peste râul Avon

Primele poduri proiectate de Isambard Kingdom Brunel au fost Royal Albert Bridge, care traversează râul Tamar la Saltash, în apropiere de Plymouth, și podul de lemn din apropierea orașului Bridgwater.
În 1838 a construit podul de cale ferată Maidenhead peste Tamisa, în Berkshire. Materialul de construcție a fost cărămida; la acea dată era podul cu cele mai mari deschideri ale bolților din lume (39 m fiecare, cu o săgeată de numai 7 m) și suporta patru linii de cale ferată.
Podul suspendat pe lanțuri de la Hungerford, tot peste Tamisa, în apropiere de Charing Cross Station din Londra, a fost realizat în 1845, dar după doar 14 ani (în 1859) a fost înlocuit cu altul, având o capacitate mai mare; lanțurile sale din fier forjat au fost refolosite la construcția podului suspendat peste râul Avon dintre Clifton și Bristol (realizat între 1862 și 1864).
Celebrul pod suspendat de peste râul Avon, care leagă Clifton de Bristol, proiectat de Brunel, era cel mai lung pod din lume la data construirii sale, având o lungime de 210 m și o înălțime de 61 m (de la oglinda apei). Lucrările de construcție începuseră în 1831, dar au fost suspendate din cauza revoltelor din Bristol; ele au fost reluate abia în 1862 și terminate în 1864, la cinci ani după moartea lui Brunel. Acest pod este funcțional și în prezent, peste 4 milioane de autovehicule traversându-l anual.
Podul Royal Albert a fost conceput de Isambard Kingdom Brunel în 1855, pentru Compania Căilor Ferate din Cornwall, după ce Parlamentul Regatului Unit respinsese planul inițial pentru un feribot care să traverseze Hamoaze (estuarul râului Tamar). Acest pod cu grinzi metalice este compus din două travee principale, fiecare cu o deschidere de 139 m, situate la o înălțime de 30 m peste nivelul apei în timpul fluxului, și din  alte 17 travee mai scurte. A fost inaugurat de către Prințul Albert de Saxa-Coburg-Gotha (de la care provine și numele podului) la 2 mai 1859, doar cu câteva luni înainte de moartea lui Brunel.

### Great Western Railway
În anul 1833, înainte de finalizarea tunelului de sub Tamisa, Isambard Kingdom Brunel a fost numit inginer-șef al companiei feroviare Great Western Railway⁠(en)[traduceți]. Această companie a construit și ulterior a exploatat calea ferată omonimă, considerată a fi una dintre cele mai remarcabile realizări tehnice ale epocii victoriene. Calea ferată Great Western⁠(en)[traduceți] lega Londra de Bristol, fiind prelungită mai târziu până la Exeter.
În activitatea sa din cadrul companiei, Brunel a luat și două decizii controversate: în primul rând, utilizarea unui ecartament mult mai larg decât cel obișnuit (2,137 m față de 1,435 m), considerând că acesta ar oferi performanțe superioare din punct de vedere al vitezei și al ținutei de drum, și, în al doilea rând, alegerea unei rute trecând pe la nord de Marlborough Downs, rută care nu deservea niciun oraș important, deși erau prevăzute conexiuni spre Oxford și Gloucester.
Brunel a cercetat întreaga lungime a traseului dntre Londra și Bristol. Pe baza experienței sale de la construcția tunelului de sub Tamisa (Thames Tunnel), a proiectat și a condus construcția unei serii de lucrări impresionante: viaducte, gări special concepute (de exemplu, Londra Paddington) și tuneluri mari, inclusiv faimosul tunel Box Tunnel, care era cel mai lung tunel feroviar din lume la data inaugurării sale. O anecdotă relatează că Box Tunnel este orientat în așa fel încât să fie iluminat de soare pe toată lungimea sa doar în ziua aniversară a lui Brunel.

### Cele trei mari transatlantice
Isambard Kingdom Brunel a rămas celebru și prin seria de nave transatlantice proiectate de el și construite sub directa sa supraveghere, nave care au fost printre cele mai mari din epoca respectivă. Aceste nave sunt: Great Western, Great Britain și Great Eastern.

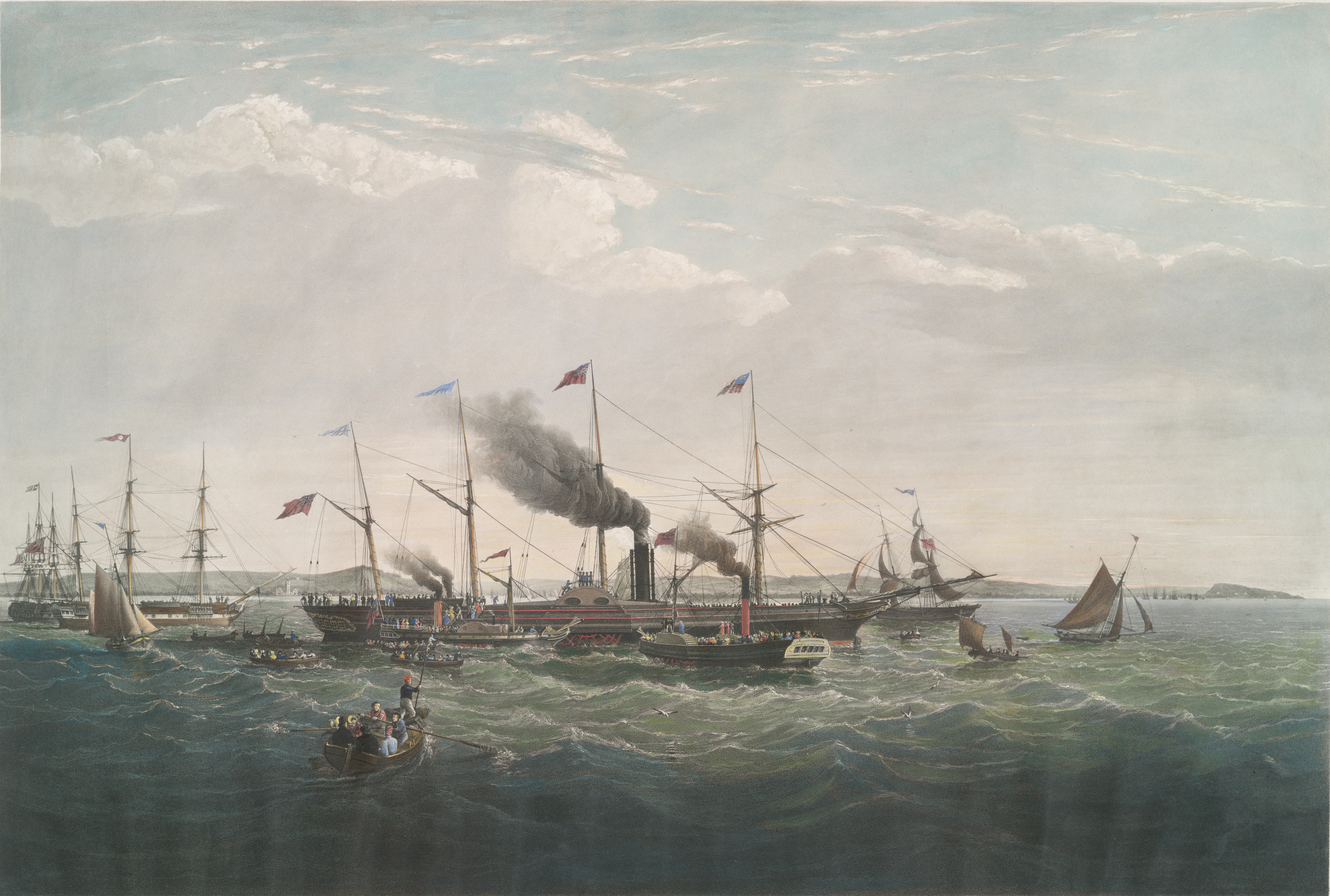
Great Western la plecarea din portul Bristol, în 1838

Înainte de intrarea în exploatare a sistemului de căi ferate Great Western Railway, Brunel, folosindu-se de prestigiul său, a convins consiliul director al companiei de a se implica în navigația transatlantică. El a proiectat și a supravegheat construcția navei Great Western, care, la data lansării sale la apă (1837), era cel mai mare vapor din lume. Nava avea o lungime de 72 m, era construită din lemn și propulsată cu ajutorul unor roți cu zbaturi acționate de o mașină cu aburi; era însă prevăzută și cu vele. Prima sa călătorie  Bristol-New York (dus-întors) a durat doar 29 de zile, jumătate din cele două luni necesare pentru o navă cu pânze medie și cu circa o săptămână mai puțin decât cele mai performante veliere ale timpului. În total, Great Western a făcut 74 călătorii la New York de-a lungul perioadei sale de exploatare.
A doua mare navă proiectată și construită de Isambard Kingdom Brunel a fost Great Britain, lansată la apă în 1843. Mult mai mare decât Great Western (98 m lungime), aceasta este considerată prima navă modernă de pasageri, având carena construită din metal (în loc de lemn) și propulsată de un motor cu aburi care acționa o elice axială (în loc de roți cu zbaturi).
În 1852 a fost lansată la apă a treia navă transatlantică a lui Brunel: Great Eastern. Aceasta era de două ori mai mare decât predecesoarele sale, având o lungime de 213 m. Era proiectată pentru voiaje în India și Australia (traversând Oceanele Atlantic și Indian) și era dotată cu o tehnologie de vârf pentru acea epocă, putând transporta 4.000 de pasageri. Great Eastern a păstrat recordul de a fi cea mai mare navă până la sfârșitul secolulului al XIX-lea. Deși din punct de vedere comercial Great Eastern nu a fost rentabil, fiind caracterizat de presa vremii ca un „elefant alb”, nava a rămas celebră și pentru faptul că a fost utilizată pentru instalarea (pozarea pe fundul oceanului) primului cablu telegrafic transatlantic care a legat Europa de America de Nord, deschizând astfel o nouă eră a telecomunicațiilor.